# Тадзима, Наото
Наото Тадзима (яп. 田島 直人 Тадзима Наото, 15 августа 1912 — 4 декабря 1990) — японский легкоатлет, олимпийский чемпион.

## Биография
Наото Тадзима родился в 1912 году в префектуре Осака, но вскоре переехал с родителями в Ивакуни префектуры Ямагути; закончил Киотский императорский университет.
В 1932 году Наото Тадзима принял участие в Олимпийских играх в Лос-Анджелесе, но в состязаниях по прыжкам в длину в итоге стал лишь 6-м.

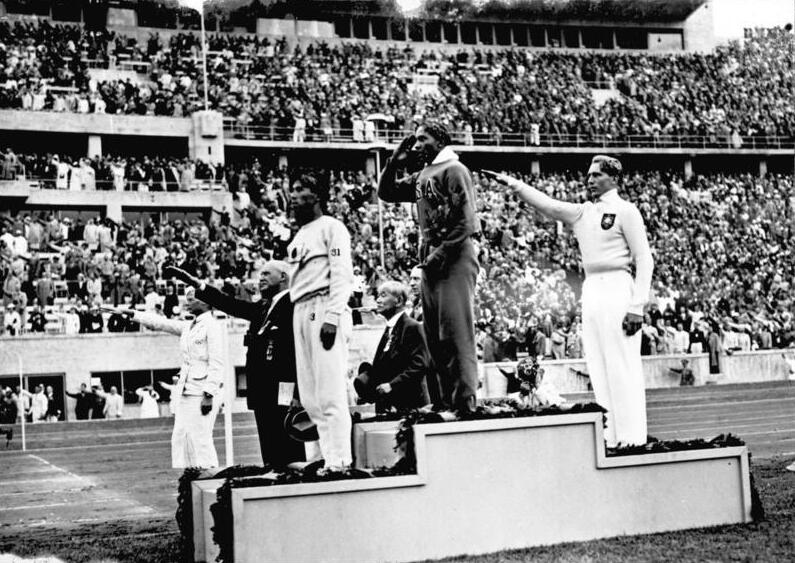
Олимпиада-1936, победители соревнований по прыжкам в длину. Наото Тадзима — слева

В 1936 году Наото Тадзима принял участие в Олимпийских играх в Берлине, где завоевал золотую медаль в тройном прыжке (установив при этом новый мировой рекорд), и бронзовую — в прыжках в длину.